# Liste der Kunstwerke im öffentlichen Raum in Graz/Liebenau
Diese Liste der Kunstwerke im öffentlichen Raum in Graz/Liebenau enthält die auf „OFFSITE_GRAZ“ (Oeffentliche Kunst seit fuenfundvierzig) gelisteten permanenten Kunstwerke im öffentlichen Raum (Public Art) im Grazer Stadtbezirk Liebenau. OFFSITE_GRAZ wurde im Auftrag der Stadt Graz, in Koordination mit dem Kulturamt, entwickelt und umfasst einen Zeitraum bis 2011.

## Profane Kunstwerke
| Foto  |                 | Name                            | Typ     | Standort                                                           | Künstler         | Datierung | Beschreibung                        | Metadaten          |
| ----- | --------------- | ------------------------------- | ------- | ------------------------------------------------------------------ | ---------------- | --------- | ----------------------------------- | ------------------ |
| BW    | Datei hochladen | 1:10 ID: 908                    |         | Andersengasse 29, 29 a Standort                                    | Fedo Ertl        | 1987      |                                     | Standort: Liebenau |
| BW    | Datei hochladen | Locus amoenus ID: 1782          | Projekt | SMZ Außenstelle Am Grünanger, Andersengasse 34 Standort            | Sonja Gangl      | 2010      |                                     | Standort: Liebenau |
| ja    | Datei hochladen | Rastende Paare ID: 922          |         | Dieselweg 3 Standort                                               | Franz Felfer     | 1954      | Der Wärmedämmung zum Opfer gefallen | Standort: Liebenau |
| ja BW | Datei hochladen | Musizierende Kinder ID: 1386    |         | Dr.-Karl-Renner-Hauptschule, Eduard-Keil-Gasse 41 Standort         | Wolfgang Skala   | 1956      |                                     | Standort: Liebenau |
| ja    | Datei hochladen | Körper – Wasser – Turm ID: 1402 |         | BG/BORG Graz Liebenau (HIB Liebenau), Kadettengasse 19-23 Standort | Werner Stadler   | 1989/90   |                                     | Standort: Liebenau |
| BW    | Datei hochladen | Liegende Pferde ID: 1294        |         | Liebenauer Hauptstraße 30 Standort                                 | Walter Pochlatko | 1963      | auf Google Maps 3D nicht zu sehen.  | Standort: Liebenau |
| ja    | Datei hochladen | o.T. ID: 1543                   |         | Stadion Graz-Liebenau, Vorplatz, Stadionplatz 1 Standort           | Oskar Höfinger   |           |                                     | Standort: Liebenau |

## Sakrale Kunstwerke
| Foto |                 | Name | Typ | Standort                                                              | Künstler              | Datierung | Beschreibung                                                                         | Metadaten          |
| ---- | --------------- | --- | --- | --------------------------------------------------------------------- | --------------------- | --------- | ------------------------------------------------------------------------------------ | ------------------ |
| BW   | Datei hochladen | Pfingstbild ID: 869 HERIS-ID: 51387 Objekt-ID: 57029                                                          |     | Christus der Auferstandene in Graz-Süd, Anton-Lippe-Platz 1 Standort  | Adolf Bachler         | 1999      | Hängt nicht mehr im Altarraum; zumindest nicht laut den Fotos auf Wikimedia Commons. | Standort: Liebenau |
| BW   | Datei hochladen | Kreuz ID: 1088 HERIS-ID: 51387 Objekt-ID: 57029                                                               |     | Christus der Auferstandene in Graz-Süd, Anton-Lippe-Platz 1 Standort  | Alois Krenn           | 1981      |                                                                                      | Standort: Liebenau |
| ja   | Datei hochladen | Christus (Gekreuzigter) ID: 1278 HERIS-ID: 51387 Objekt-ID: 57029                                             |     | Christus der Auferstandene in Graz-Süd, Anton-Lippe-Platz 1 Standort  | Josef Pillhofer       | 1976      |                                                                                      | Standort: Liebenau |
| BW   | Datei hochladen | Herrlichkeit ID: 1425 HERIS-ID: 51387 Objekt-ID: 57029                                                        |     | Christus der Auferstandene in Graz-Süd, Anton-Lippe-Platz 1 Standort  | Edith Temmel          | 1981      |                                                                                      | Standort: Liebenau |
| BW   | Datei hochladen | Engel ID: 1468 HERIS-ID: 51387 Objekt-ID: 57029                                                               |     | Christus der Auferstandene in Graz-Süd, Anton-Lippe-Platz 1 Standort  | Erich Unterweger      | 1976      |                                                                                      | Standort: Liebenau |
| ja   | Datei hochladen | Altar, Ambo, Tabernakel, Sessio ID: 1476 HERIS-ID: 51387 Objekt-ID: 57029                                     |     | Christus der Auferstandene in Graz-Süd, Anton-Lippe-Platz 1 Standort  | Gernot Völkl          | 1976      |                                                                                      | Standort: Liebenau |
| BW   | Datei hochladen | Der Ostermorgen ID: 1523 HERIS-ID: 51387 Objekt-ID: 57029                                                     |     | Christus der Auferstandene in Graz-Süd, Anton-Lippe-Platz 1 Standort  | Wladimir Zagorodnikow | 1977      |                                                                                      | Standort: Liebenau |
| BW   | Datei hochladen | Hl. Vinzenz von Paul ID: 988                                                                                  |     | Liebenauer Hauptstraße 285 Standort                                   | Toni Hafner           | 1961      | Seccomalerei                                                                         | Standort: Liebenau |
| BW   | Datei hochladen | Maria ID: 883 HERIS-ID: 51398 Objekt-ID: 57040                                                                |     | St. Christoph in Thondorf, Liebenauer Hauptstraße 289 Standort        | Heinrich Bliemegger   | 1974      |                                                                                      | Standort: Liebenau |
| ja   | Datei hochladen | Kruzifixus ID: 1140 HERIS-ID: 51398 Objekt-ID: 57040                                                          |     | St. Christoph in Thondorf, Liebenauer Hauptstraße 289 Standort        | Ulf Mayer             | 1965      |                                                                                      | Standort: Liebenau |
| BW   | Datei hochladen | Tabernakel ID: 1038 HERIS-ID: 51398 Objekt-ID: 57040                                                          |     | St. Christoph in Thondorf, Liebenauer Hauptstraße 291 Standort        | Karl Huber            | 1964      |                                                                                      | Standort: Liebenau |
| ja   | Datei hochladen | Altar, Ambo ID: 1084 HERIS-ID: 51398 Objekt-ID: 57040                                                         |     | St. Christoph in Thondorf, Liebenauer Hauptstraße 291 Standort        | Robert Kramreiter     | 1964      |                                                                                      | Standort: Liebenau |
| BW   | Datei hochladen | Kreuz ID: 1469                                                                                                |     | Evangelische Erlöserkirche in Liebenau, Raiffeisenstraße 166 Standort | Erich Unterweger      | 1963      |                                                                                      | Standort: Liebenau |
| BW   | Datei hochladen | Christus als Gekreuzigt-Auferstandener ID: 1161 HERIS-ID: 51395 Objekt-ID: 57037                              |     | St. Paul in Liebenau, St. Paulus Platz 1 Standort                     | Alois Mosbacher       | 1987      |                                                                                      | Standort: Liebenau |
| ja   | Datei hochladen | Glasfensterzyklus gewidmet dem Apostel Paulus und der Mutter Gottes ID: 1162 HERIS-ID: 51395 Objekt-ID: 57037 |     | St. Paul in Liebenau, St. Paulus Platz 1 Standort                     | Alois Mosbacher       | 1987      |                                                                                      | Standort: Liebenau |
| ja   | Datei hochladen | Altar, Ambo, Tabernakel, Sessio ID: 1339 HERIS-ID: 51395 Objekt-ID: 57037                                     |     | St. Paul in Liebenau, St. Paulus Platz 1 Standort                     | Reinhard Schöpf       | 1987      |                                                                                      | Standort: Liebenau |

## Quelle
- OFFSITE_GRAZ. Oeffentliche Kunst seit fuenfundvierzig. Abgerufen am 11. März 2018.